# Michał Przysiężny
Michał Przysiężny (Głogów, 16 febbraio 1984) è un ex tennista polacco.

## Statistiche ATP

### Doppio

#### Vittorie (1)
| Legenda singolare         |
| Grande Slam (0)           |
| ATP World Tour Finals (0) |
| ATP Masters 1000 (0)      |
| ATP World Tour 500 (1)    |
| ATP World Tour 250 (0)    |

| Numero | Data           | Torneo                                         | Superficie | Compagno              | Avversari in finale     | Punteggio           |
| 1.     | 5 ottobre 2014 | Rakuten Japan Open Tennis Championships, Tokyo | Cemento    | Pierre-Hugues Herbert | Ivan Dodig Marcelo Melo | 6-3, 6(3)–7, [10-5] |

## Statistiche Tornei minori

### Singolare

#### Vittorie (18)
| Legenda        |
| Challenger (8) |
| Futures (10)   |

| Numero | Data             | Torneo                                              | Superficie         | Sfidante in finale      | Punteggio           |
| 1.     | 22 dicembre 2002 | Jamaica Montego Bay Futures, Montego Bay            | Cemento            | Jean-Julien Rojer       | 7–6(7), 6-4         |
| 2.     | 14 dicembre 2003 | Iran Kishi Island Futures, Kish Island              | Cemento            | Johannes Ager           | 6-0, 6-4            |
| 3.     | 6 giugno 2004    | Koszalin Open, Kish Island                          | Terra rossa        | Sadik Kadir             | 6-3, 6-3            |
| 4.     | 10 ottobre 2004  | Tbilisi Open, Tibilisi                              | Terra rossa        | Kirill Ivanov-Smolensky | 7-5, 6-3            |
| 5.     | 11 ottobre 2009  | Vredestein Cup, Leimen                              | Cemento indoor     | Henri Kontinen          | 3-6, 6-2, 7-5       |
| 6.     | 18 ottobre 2009  | Belarus Minsk Futures, Minsk                        | Sintetico indoor   | Sergej Betov            | 6-2, 6-3            |
| 7.     | 25 ottobre 2009  | Belarus Minsk Futures 2, Minsk                      | Sintetico indoor   | Nikolai Fidirko         | 6-3, 6-2            |
| 8.     | 6 gennaio 2012   | AEGON Pro Series Glasgow, Glasgow                   | Cemento indoor     | Mirza Bašić             | 6-1, 7–6(7)         |
| 9.     | 27 maggio 2012   | ITF Changwon Men's Futures, Changwon                | Cemento            | Samuel Groth            | 3-6, 7-5, 6-3       |
| 10.    | 2 settembre 2012 | ITF Chevrolet Cup Legnica, Legnica                  | Terra rossa        | Adam Chadaj             | 6-0, 6-2            |
| 11.    | 28 gennaio 2007  | Wrexham Challenger, Wrexham                         | Cemento indoor     | Richard Bloomfield      | 6-2, 6-3            |
| 12.    | 29 novembre 2009 | IPP Open, Helsinki                                  | Sintetico indoor   | Stéphane Bohli          | 4-6, 6-4, 6-1       |
| 13.    | 29 novembre 2009 | Kazan Kremlin Cup, Kazan'                           | Cemento indoor     | Julian Reister          | 7–6(5), 6-4         |
| 14.    | 4 aprile 2010    | Open Prévadiès, Saint-Brieuc                        | Terra rossa indoor | Rubén Ramírez Hidalgo   | 4-6, 6-2, 6-3       |
| 15.    | 14 novembre 2010 | Internazionali Tennis Val Gardena Südtirol, Ortisei | Sintetico indoor   | Lukáš Lacko             | 6-3, 7-5            |
| 16.    | 25 novembre 2012 | Dunlop World Challenge, Toyota                      | Sintetico indoor   | Hiroki Moriya           | 6-2, 6-3            |
| 17.    | 10 febbraio 2013 | Internazionali di Tennis di Bergamo, Bergamo        | Cemento            | Jan-Lennard Struff      | 4-6, 7–6(5), 7–6(5) |
| 18.    | 1º marzo 2015    | All Japan Indoor Tennis Championships, Kyoto        | Tappeto indoor     | John Millman            | 6-3, 3-6, 6-3       |

##### Finali perse (8)
| Legenda        |
| Challenger (3) |
| Futures (5)    |

| Numero | Data             | Torneo                                            | Superficie       | Sfidante in finale | Punteggio             |
| 1.     | 1º dicembre 2002 | Oranjestad Open, Oranjestad                       | Terra rossa      | Jean-Julien Rojer  | 2-6, 2-6              |
| 2.     | 24 agosto 2003   | Poz-Bruk Open, Poznań                             | Terra rossa      | Kim Tiilikainen    | 6-4, 1-6, 3-6         |
| 3.     | 5 novembre 2006  | Iran Kish Island Futures, Kish Island             | Terra rossa      | Adam Vejmelka      | 6-1, 2-6, 2-6         |
| 4.     | 29 luglio 2012   | Città di Fano, Fano                               | Terra rossa      | Dusan Lojda        | 2-6, 6-3, 5-7         |
| 5.     | 19 agosto 2012   | Bydgoszcz Centrum Cup, Bydgoszcz                  | Terra rossa      | Jose Checa-Calvo   | 4-6, 2-6              |
| 6.     | 18 aprile 2010   | Abierto Internacional del Bicentenario Leon, León | Cemento          | Santiago González  | 6-3, 1-6, 5-7         |
| 7.     | 28 novembre 2010 | IPP Open, Helsinki                                | Sintetico indoor | Ričardas Berankis  | 1-6, 0-2 rit.         |
| 8.     | 5 maggio 2013    | Soweto Open, Soweto                               | Sintetico indoor | Vasek Pospisil     | 7–6(7), 0-6, 1-4 rit. |